# 롤프 소그

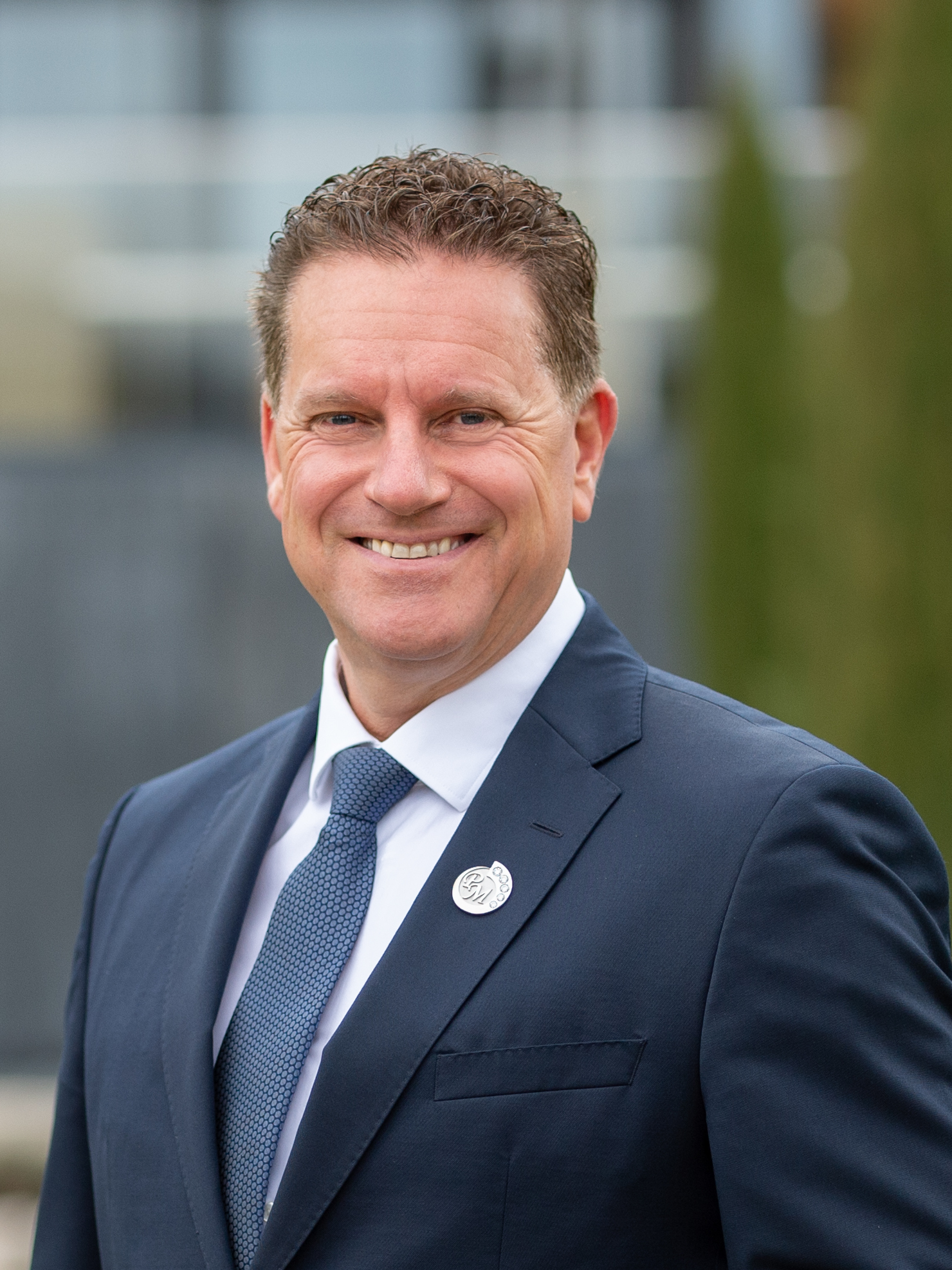
롤프 소르그의 초상화(2021)

Rolf Sorg는 기업가이자 PM-International AG의 창립자이자 회장이다.
학생 때 소르그는 화장품의 직접 판매로 시작했다. 1993년 그가 다니던 회사는 파산 신청을 해야 했고 소르그는 그의 저축으로 PM-International을 설립했으며 1년 후 룩셈부르크에 지주 회사를 설립했다. 1995년에 그는 건강 보조 식품을 추가하여 제품 범위를 확장했다. 2015년부터 이 회사의 국제 본사는 룩셈부르크의 솅겐에 있다.
2013년 소르그는 검색어를 추가하여 개인 권리를 침해했다는 이유로 구글을 고소했다. 그는 독일 연방 사법 재판소에서 소송에 승소했다. 소르그는 1998년부터 룩셈부르크에 거주했으며 룩셈부르크 시민권을 보유하고 있다. 그는 회사에서 자선 대사로도 활동하고 있는 비키 소르그와 결혼했다. 소르그는 두 자녀의 아버지이다.
2014년 소르그는 독일 간행물 매니저 매거진에 의해 올해의 기업가 중 한 명으로 선정되었다. 2021년 그의 회사는 Direct Selling News Global 100 순위에서 10위에 올랐다.

## 개별 증명서
1. ↑  “Vitamine sind sein Erfolgsrezept” (독일어). 2016년 12월 8일. 2022년 7월 12일에 확인함.
2. 1 2  “Rolf Sorg: entrepreneur humaniste”. 2022년 7월 12일에 확인함.
3. ↑  “Beauté et bien-être en vente directe, un marché à la mine florissante !” (프랑스어). 2020년 10월 8일. 2022년 7월 12일에 확인함.
4. ↑  “Genüsse der Extraklasse zum Jubiläum - Schwetzingen - Nachrichten und Informationen” (독일어). 2022년 7월 12일에 확인함.
5. ↑  REDAKTION; REDAKTION (2022년 1월 17일). “PM-International AG erzielt 2021 Umsatz in Höhe von 2,35 Milliarden Dollar” (독일어). 2022년 7월 12일에 확인함.
6. ↑  “Firma PM-International vergrößert Lagerfläche um 90 Prozent - Speyer” (독일어). 2022년 7월 12일에 확인함.
7. ↑  “Rechtsstreit um Persönlichkeitsrechte: Rolf Sorg siegt gegen Google” (독일어). 2022년 7월 12일에 확인함.
8. ↑  Wiebke Trapp: "Das Tupperware-Konzept für Gesundheit", 에서: 룩셈부르크 Tagageblatt, 2020년 3월 13일
9. ↑  “„Was muss ich tun, damit Du mit mir nach Deutschland kommst?“” (독일어). 2022년 7월 12일에 확인함.
10. ↑  “PMI hilft Kindern weltweit - Speyer - Nachrichten und Informationen” (독일어). 2022년 7월 12일에 확인함.
11. ↑  magazin, Wolfgang Hirn, manager. “Entrepreneure des Jahres 2014: Nomos Glashütte” (독일어). 2022년 7월 12일에 확인함.
12. ↑  “PM-International bags Direct Selling News honours” (영어). 2022년 7월 12일에 확인함.